# Leotíquides (príncep)
Leotíquides (en llatí Leotychides, en grec antic Λεωτυχίδης, o Λευτυχίδης) fou net del rei Arquidam II d'Esparta i fill del rei Agis II.
Es va sospitar que era el producte de la relació adúltera de la reina Timea (esposa d'Agis II) amb Alcibíades, sospita incrementada per algunes expressions del mateix Agis i Timea. No obstant Agis es va penedir abans de morir de tot el que havia dit, i públicament va reconèixer a Leotíquides com el seu fill. Tot i així, a la mort del pare (circa el 400 aC) va ser exclòs de la successió al·legant aquella circumstància, principalment per influència de Lisandre, i el seu oncle Agesilau II el va substituir.